# Brett Justin Koppel
Brett Justin Koppel ist ein US-amerikanischer Schauspieler, Filmschaffender und ein Model.

## Leben
Koppel studierte erfolgreich am New York Conservatory of Dramatic Arts. Es folgten Kurse an der UCB. Er spricht fließend Hebräisch. Erste Tätigkeiten für das Fernsehen übernahm er 2014 in einer Episode der Fernsehserie Hungry und im Fernsehfilm Open. 2015 stellte er unter anderen in der Fernsehserie General Hospital die Rolle des Bobby dar. Im selben Jahr erschien der Kurzfilm Adolf's House of Fashion, für den er neben der Tätigkeit als Schauspieler auch als Drehbuchautor, Regisseur und Produzent tätig war. 2016 erschienen seine Kurzfilme The Audition Agency und Runners: Scarred. 2017 stellte er in zwei Episoden der Fernsehdokuserie Fatales Vertrauen – Dem Mörder so nah die Rolle des Lou Hubbard dar. 2018 spielte er in der Fernsehdokuserie People Magazine: Investigativ die Rolle des Tim Hack. 2020 spielte er in Follow Me die Rolle des X. Im selben Jahr war er in Loss of Grace als Jacob zu sehen. Im Folgejahr stellte er in Cherry – Das Ende aller Unschuld die Rolle des Staff Sgt. Peterson dar. Eine größere Rolle hatte er 2022 im Horrorfilm AFK als Rey inne. 2023 stellte er im Tierhorrorfilm Big Shark die Rolle des Collin dar und war im selben Jahr im Mockbuster Doomsday Meteor als Tyler Rob zu sehen. Zusätzlich war er als Jacob Bates in drei Episoden der Fernsehserie Lace und im Fernsehfilm I'm with Me als Mason zu sehen.

## Filmografie (Auswahl)

### Schauspiel
- 2014: Hungry (Fernsehserie, Episode 2x01)
- 2014: Open (Fernsehfilm)
- 2015: General Hospital (Fernsehserie, 2 Episoden)
- 2015: Help, What's Killing Me? (Fernsehfilm)
- 2015: Project Fuse (Fernsehserie, 1 Episode)
- 2015: Major Crimes (Fernsehserie, Episode 4x08)
- 2015: The Big Leaf (Fernsehfilm)
- 2015: Tattooed Love
- 2015: Adolf's House of Fashion (Kurzfilm)
- 2016: The Audition Agency (Kurzfilm)
- 2016: Runners: Scarred (Kurzfilm)
- 2016: The Witching Hour
- 2017: OOBX: Out of Body Experience (Kurzfilm)
- 2017: Getting Back (Kurzfilm)
- 2017: Fatales Vertrauen – Dem Mörder so nah (Unusual Suspects, Fernsehdokuserie, 2 Episoden)
- 2018: Laff Mobb's Laff Tracks (Fernsehserie, Episode 1x01)
- 2018: People Magazine: Investigativ (Fernsehdokuserie, 2 Episoden)
- 2018: Relationship Status: It's Complicated (Fernsehfilm)
- 2018: Out with a Dud (Kurzfilm)
- 2020: A Hero for a Day (Kurzfilm)
- 2020: Unfall, Selbstmord oder Mord (Accident, Suicide or Murder, Fernsehserie, Episode 2x02)
- 2020: Follow Me
- 2020: Loss of Grace
- 2021: Cherry – Das Ende aller Unschuld (Cherry)
- 2021: Brand New Cherry Flavor (Miniserie, Episode 1x01)
- 2021: Memoirs of a Fighter
- 2022: AFK
- 2023: Big Shark
- 2023: Doomsday Meteor
- 2023: Lace (Fernsehserie, 3 Episoden)
- 2023: I'm with Me (Fernsehfilm)

#### Musikvideos
- 2017: Logic, Alessia Cara und Khalid: 1-800-273-8255
- 2017: Sia: Santa's Coming for Us
- 2019: DJ Khaled ft. SZA: Just Us
- 2019: Rich Brian: 100 Degrees
- 2020: Taylor Swift: The Man
- 2022: Falling in Reverse: Zombified
- 2022: Machine Gun Kelly ft. Bring Me the Horizon: Maybe
- 2022: Sigrid ft. Bring Me the Horizon: Bad Life
- 2022: Bad Omens: Nowhere to Go
- 2022: Bring Me the Horizon: Strangers
- 2023: Bring Me the Horizon: Lost

### Filmschaffender
- 2015: Project Fuse (Fernsehserie, 1 Episode; Drehbuch)
- 2015: Adolf's House of Fashion (Kurzfilm; Drehbuch, Regie und Produktion)
- 2016: The Audition Agency (Kurzfilm; Drehbuch, Regie und Produktion)
- 2016: Runners: Scarred (Kurzfilm; Drehbuch, Regie und Produktion)